# Леспедеца головчатая
Леспедеца головчатая (лат. Lespedeza capitata) — вид цветковых растений рода Леспедеца семейства Бобовые (Fabaceae).

## Ареал и местообитание
Вид произрастает на востоке Северной Америки, в том числе на востоке Канады и восточной половине США.
В природе он растёт в лесистых районах, в прериях, а также по обочинам дорог. Засухоустойчив. Живущие на его корнях бактерии фиксируют азот.

## Ботаническое описание

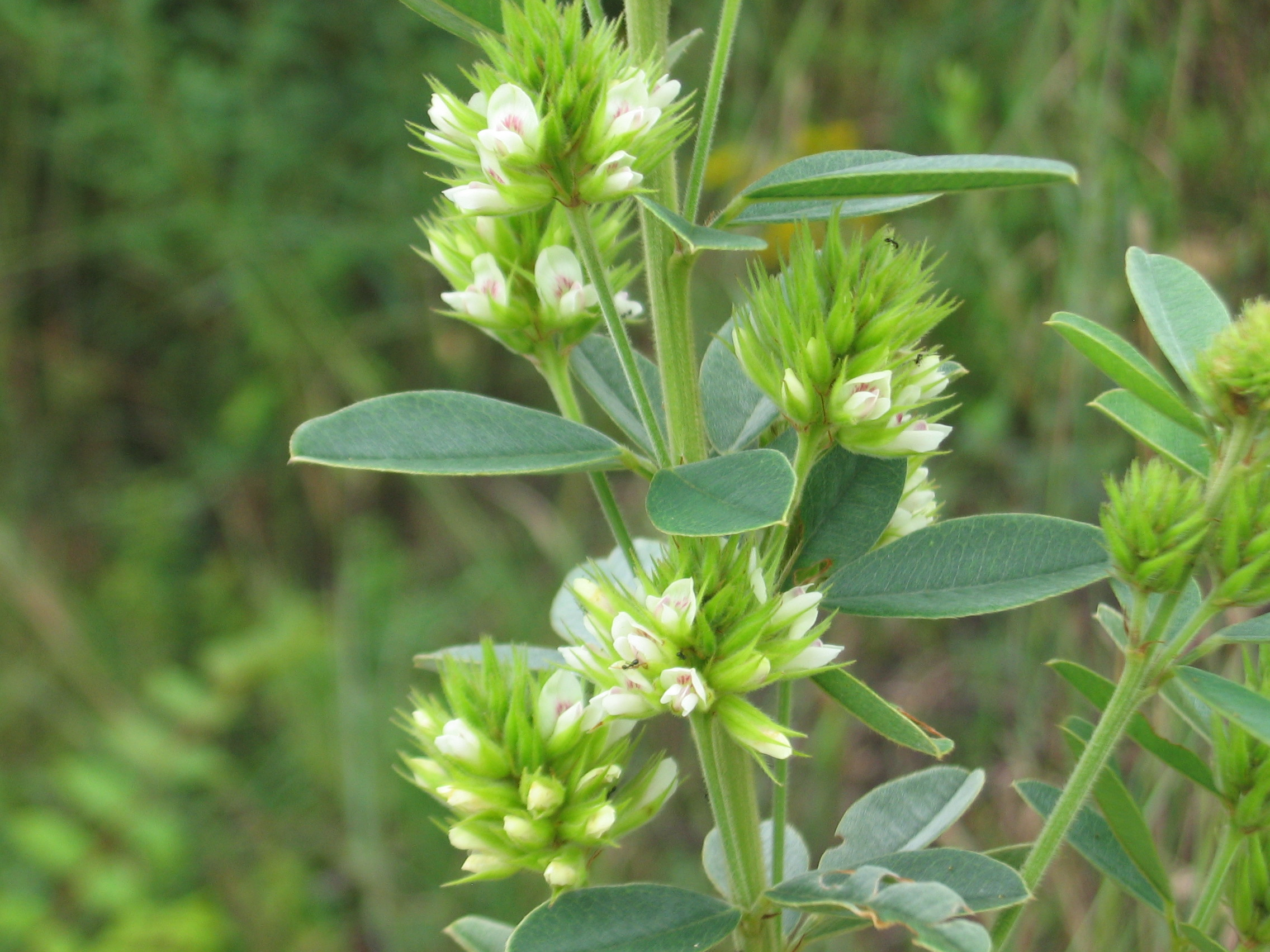
Lespedeza capitata

Многолетнее травянистое растение с прямостоячими стеблями до 1,5 м высотой. Главный корень может уходить в почву на глубину до 2 м, с горизонтальными корнями, протянувшимися на расстояние до 1 м. Очерёдные листья сложные, состоят из нескольких листочков. Растение покрыто серебристыми волосками. Цветок белый, с пурпурным пятном.

## Хозяйственное значение и применение
Это растение используется в семенных смесях для пастбищ. Оно является хорошим дополнением к корму для скота, будучи вкусным и питательным. Растение может использоваться во флористике. Индейцы применяют его в качестве лекарственного средства, например, против ревматизма. Команчи заваривают чай из его листьев. Фоксы используют его корни как противоядие. Пауни называют это растение «кроличья лапа», а омаха и понка дали ему название «цветок бычьего рёва».
Министерство сельского хозяйства США в 1998 году представило сорт "Kanoka".

## Экология
Семена растения являются частью рациона виргинской американской куропатки.
Это растение может поражаться патогенными грибками порядка Пукциниевые Uromyces lespedezae-procaumbentis и Phyllachora lespedezae, а также поедаться насекомым Pachyschelus laevigatus.

## Синонимика
- Hedysarum conglomeratum Poir.
- Hedysarum umbellatum Walter
- Lespedeza bicknellii House
- Lespedeza capitata f. argentea Fernald
- Lespedeza capitata var. sericea Hook.
- Lespedeza capitata var. stenophylla Bissell & Fernald
- Lespedeza capitata var. typica Fernald
- Lespedeza capitata var. velutina Fernald
- Lespedeza capitata var. vulgaris Torr. & A.Gray
- Lespedeza frutescens Elliott
- Lespedeza stuevei DC.
- Lespedeza velutina E.P.Bicknell[8]